# سفينة الحراسة ياروسلاف الحكيم

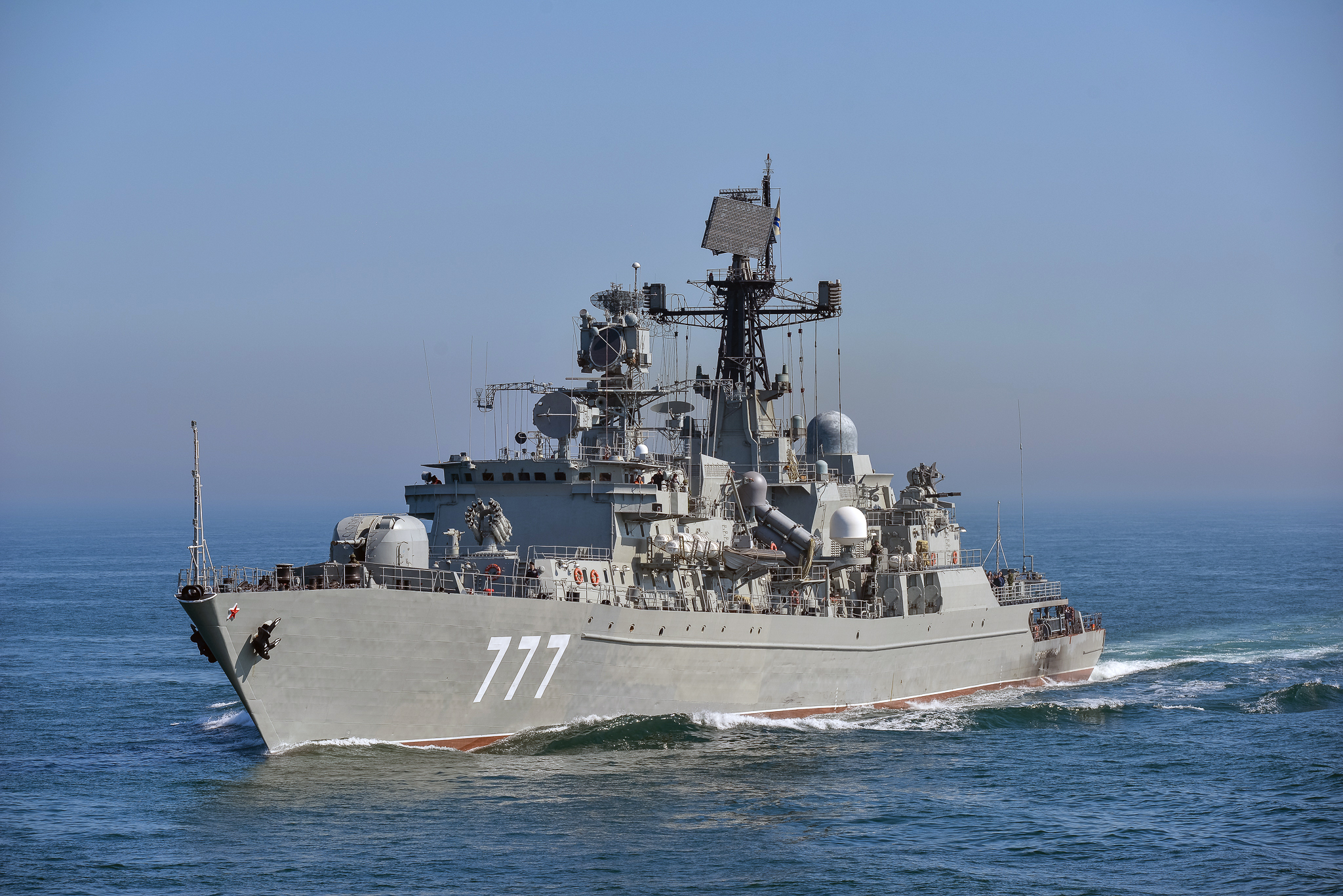

ياروسلاف الحكيم هي سفينة حراسة روسية تنتمي إلى أسرة السفن الحديثة المتعددة الأغراض. بدأ بناء السفينة في عام 1991، ثم اوقفت عملية انشائها لأسباب مالية. واستؤنف بناء السفينة في عام 2002.تبلغ حمولة السفينة 4500 طن وطولها 130 مترا وعرضها 15.6 مترا. وتعادل سرعتها 30 عقدة بحرية. ويبلغ مدى ابحارها ما يزيد عن 5000 ميل بحري. وتتصف السفينة بقابلية عالية للمناورة، وذلك بفضل تصميم الجسم الناجح ووجود الأجهزة الخاصة بإخماد التأرجح. ودت سفينة الحراسة "\ياروسلاف الحكيم باحدث الاسلحة، ومنها مجمع الصواريخ الضاربة بحر–بحر والمنظومات الصاروخية والمدفعية المضادة للجو المتوسطة والقصيرة المدى وراجمات صواريخ الأعماق التي تطلق على مدى 6000 متر وعمق 500 متر. كما زودت السفينة بمروحية "كا-27" البحرية القادرة على حمل الطوربيدات المضادة للغواصات والصواريخ وقنابل الأعماق. يضم طاقم السفينة 200 فرد، بمن فيهم 35 ضابطا.